# Cirrhilabrus marjorie
Cirrhilabrus marjorie е вид лъчеперка от семейство Labridae.

## Разпространение
Видът е разпространен във Фиджи.